# Octavio Armand
Octavio Armand (Guantánamo, 1946) vivió durante décadas en Nueva York, donde fundó y dirigió la revista Escandalar. Es autor, entre otros, de los volúmenes de poesía Cosas pasan (1977), Biografía para feacios (1980), Origami (1987), Son de ausencia (1997), Clinamen (2013) y Concierto para delinquir (2016), de los ensayos de Superficies (1980), El pez volador (1997), El aliento del dragón (2005), Estética invertebrada (2014) y Horizontes de juguete (2016), y de las memorias de El ocho cubano (2012). Reside en Caracas.
Su escritura, heredera crítica de la tradición del barroco cubano, ha sido estudiada por críticos como Rafael Rojas (véase "Octavio Armand y el sombrero de Zequeira") y Johan Gotera (véase Deslindes del barroco. Erosión y archivo en Octavio Armand y Severo Sarduy). 

## Obras
- 1977: Cosas pasan. Caracas: Monte Ávila.

- 1980: Biografía para feacios. Valencia: Pretextos.

- 1987: Origami. Caracas: Fundarte.

- 1997: Son de ausencia. Caracas: Casa de la poesía J. A. Pérez Bonalde.

- 2012: El ocho cubano. Madrid: Efory Atocha.

- 2013: Clinamen. Caracas: Kalathos.

- 2014: Estética invertebrada. Caracas: De Azur.

- 2016: Concierto para delinquir. Leiden: Bokeh, ISBN 978-94-91515-52-1.

- 2016: Horizontes de juguete. Leiden: Bokeh, ISBN 978-94-91515-43-9.

- 2017: Escribir es cubrir. Pulpo de imágenes. Caracas: El Estilete. ISBN 978-98-07786-15-7.